# DFW Dr.I
Il DFW Dr.I, designazione aziendale T 34-II, era un aereo da caccia monomotore triplano  sviluppato dall'azienda tedesco imperiale Deutsche Flugzeugwerke GmbH negli anni dieci del XX secolo e rimasto allo stadio di prototipo.
Sviluppato dal precedente caccia biplano DFW D.I, anch'esso rimasto solo un prototipo e dal quale si distingueva essenzialmente per l'adozione di una diversa velatura, venne proposto all'Idflieg per un'eventuale fornitura agli Jasta della Luftstreitkräfte, la componente aerea del Deutsches Heer (l'esercito imperiale tedesco), tuttavia ad una valutazione comparativa con altri modelli venne considerato inferiore ed il suo sviluppo venne interrotto.

## Utilizzatori
Germania
- Luftstreitkräfte

solamente in prove comparative.